# 정영섭 (배우)
정영섭(1979년 6월 1일~)은 대한민국의 배우이다.

## 출연 작품

### 영화
- 2008년 영화 《동거, 동락》 ... 현진이 일행 1 역
- 2009년 영화 《이태원 살인사건》 ... 중필 매형 역
- 2013년 영화 《연애의 기술》 ... 지영의 남자친구 역
- 2014년 영화 《찌라시 : 위험한 소문》 ... 남정인 비서관 역
- 2014년 영화 《들개》 ... 두식 역
- 2015년 영화 《어우동》 ... 박설 역
- 2019년 영화 《힘을 내요, 미스터 리》 ... 막장드라마 철수 역
- 2020년 영화 《이웃사촌》 ... 공작조 역
- 2021년 영화 《서복》 ... 정보국요원(상황실) 역
- 2021년 영화 《장르만 로맨스》 ... 뉴스 앵커 역
- 2022년 영화 《인생은 아름다워》 ... MBC 충북 PD 역
- 2022년 영화 《낮과 달》

### 드라마
- 《행복한 여자》 (2007년, KBS2) - 호성 역
- 《범죄의 재구성》 (2008년, tvN) - ep.11 구로동 룸싸롱 사건
- 《미워도 다시 한 번》 (2009년, KBS2) - 박지용 역
- 《가시나무 새》 (2009년, KBS2) - 서정은 매니저 역
- 《응답하라 1997》 (2012년, tvN) - 의사  역
- 《다섯손가락》 (2012년, SBS) -
- 《대풍수》 (2012년, SBS) -
- 《내 딸 서영이》 (2012년, KBS2) - 김부장 역
- 《아들 녀석들》 (2012년, MBC) - 응급실 의사 역
- 《더 바이러스》 (2013년, OCN) - 마취과 의사 역
- 《킹덤》 (2019년, 넷플릭스) - 도진의 내긍위 역
- 《메모리스트》 (2020년, tvN) - 윤이태 역
- 《붉은단심》 (2022년, KBS2) - 박송백 역
- 《나쁜엄마》 (2023년, JTBC) - 형사 역
- 《무빙》 (2023년, 디즈니+) - 사령관 ep.13 / 16
- 《비질란테》 (2023년, 디즈니+) -
- 《나의 해피엔드》 (2023년, TV조선) - 법학과 교수 이남철 역
- 일일드라마 《친절한 선주씨》[1] (2024 ~ 2025년,  MBC) - 전남진 역 (본작의 서브 남주인공이자 메인 빌런)
- 《파인: 촌뜨기들》 (2025년, 디즈니+) - 최동근 역